# Леокадюв
Леокадюв (пол. Leokadiów) — село в Польщі, у гміні Пулави Пулавського повіту Люблінського воєводства.
Населення — 439 осіб (2011).

## Демографія
Демографічна структура станом на 31 березня 2011 року:
|          | Загалом | Допрацездатний вік | Працездатний вік | Постпрацездатний вік |
| -------- | ------- | ------------------ | ---------------- | -------------------- |
| Чоловіки | 219     | 42                 | 158              | 19                   |
| Жінки    | 220     | 52                 | 134              | 34                   |
| Разом    | 439     | 94                 | 292              | 53                   |